# Gonzalo Alfredo Ontiveros Vivas
Gonzalo Alfredo Ontiveros Vivas (El Valle Capacho, 5 de dezembro de 1968) é um clérigo católico romano venezuelano e Vigário Apostólico de Caroní.
Depois de frequentar o seminário masculino, Gonzalo Alfredo Ontiveros Vivas estudou filosofia e teologia no seminário Santo Tomás de Aquino, em Palmira, no estado de Táchira, e recebeu o sacramento da ordenação para a diocese de San Cristóbal da Venezuela em 14 de agosto de 1993.
Além das tarefas na pastoral paroquial, atuou principalmente na pastoral militar de 1993 a 2012 e novamente desde 2015.
Em 27 de abril de 2021, o Papa Francisco nomeou-o Vigário Apostólico de Caroní. O bispo de San Cristóbal da Venezuela, Mario del Valle Moronta Rodríguez, ordenou-o bispo em 26 de junho do mesmo ano no seminário Santo Tomás de Aquino de Palmira. Os co-consagradores foram Juan Alberto Ayala Ramírez, bispo auxiliar em San Cristóbal da Venezuela, e Luis Alfonso Márquez Molina CIM, bispo auxiliar emérito em Mérida. A posse na sede do Vicariato Apostólico de Caroní em Santa Elena de Uairén ocorreu no dia 20 de julho de 2021.